# Дельсоль, Пола
Пола́ Дельсо́ль (фр. Paula Delsol или фр. Paule Delsol; 6 октября 1923, Монтаньяк, Франция — 12 июня 2015 Севр, Франция) — французская писательница, режиссёр и сценарист.  Одна из женщин-кинорежиссёров французской Новой волны.

## Биография
Родившись в небольшом городе Монтаньяк (фр. Montagnac) департамента Эро на юге Франции, Пола Дельсоль уезжает с родителями в Индокитай и возвращается на родину в 1946 году, поселившись в прибрежном городке Палавас-ле-Фло (фр. Palavas-les-Flots).
После изучения права она входит в кинематографическую среду благодаря знакомству в 1952 году на съёмках фильма для детей «Белая грива: Дикая лошадь» с ассистентом главного оператора, Жаном Малижем (фр. Jean Malige, 1919—1996), который становится её мужем. В 1954 году супруги создают в Монпелье независимую студию звукозаписи и микширования Studio Auditorium du Languedoc.
В 1955 году Дельсоль выпускает свой первый автобиографический роман Adieu et merci (Прощай и спасибо), вдохновлённый её воспоминаниями о детстве и юности в Хайфоне (Вьетнам), и подходит к решению создания собственных фильмов. Она начинает снимать короткометражные фильмы, сначала разделив режиссёрские функции со своим мужем, а затем — приступает к самостоятельной работе. Она также охотно пишет сценарии; в 1957 году работает помощником Франсуа Трюффо по сценарию для его короткометражной комедии «Сорванцы» (фр. Les Mistons), а осенью 1958 года участвует в написании сценария для полнометражной эротической комедии Луи Феликса (фр. Louis Félix) «Летняя жара» (фр. Chaleur d'Été), снимаемой на натуре Кап-д'Агда (фр. Cap d'Agde). После публикации второго романа Pourquoi j'aime Nine (Почему я люблю Нину), она пишет сценарий для своего первого и самого известного художественного фильма La dérive (Дрейф), выпущенного первоначально под названием Une fille à la dérive.
Снятый в духе Новой волны, он по тема и по тону выделялся из большинства фильмов той же эпохи, потому что показывал молодую, современную женщину задолго до революции нравов 1968 года. При выдачи прокатного удостоверения фильму Комиссия по классификации рекомендовала Дельсоль убрать некоторые реплики её персонажа, с чем режиссёр не согласилась, и фильм, с возрастным ограничением до 18-ти лет при полном отсутствии каких-либо интимных деталей, только в 1964 году был допущен к ограниченному прокату в специализированных кинотеатрах, тем самым лишившись успеха, на который он мог бы рассчитывать..
Несмотря на поддержку Франсуа Трюффо и Жан-Люка Годара, а также получения Гран-при Французской федерации киноклубов (фр. Fédération française des ciné-clubs) на 17-м Каннском кинофестивале, Пола Дельсоль вернётся в кинематограф только через 12 лет с «Беном и Бенедиктом» (фр. Ben et Bénédict).

Я выпустила свой первый фильм в 1964 году. Это был «Дрейф»; и с тех пор я ничего не смогла снять. Может быть потому, что у меня не хватило смелости бороться, чтобы сделать второй фильм. А также потому, что я была слишком непреклонной в своем отказе от компромисса. К сожалению, кино — это искусство, но также бизнес; поэтому надо быть немного более гибким. Ведь надо признать, что после этого долгого 12-летнего молчания меня забыли. Поэтому мне пришлось считать, будто я начинаю с нуля. И это печально.Оригинальный текст (фр.)J’ai tourné mon premier film, nous dit Paula Delsol, en 1964. C’était La Dérive ; et dépuis je n’ai rien pu réaliser. Peut-être parce que je n’ai pas eu le courage de me battre suffisamment pour arriver à faire un second film. Et puis aussi parce que j’ai été trop intransigeante dans mes refus à en arriver à des compromis. Malheureusement, le cinéma est un art, mais aussi une industrie; alors, il faut savoir être un peu plus flexible. Car après ce grand silence de 12 ans, il faut bien reconnaître que j’ai été oubliée. J’ai donc dû faire comme si je repartais à zéro. C’est dommage.— Пола Дельсоль
В 1965 году Пола Дельсоль переезжает из Монпелье в Париж и посвящает себя литературной деятельности. В последующие годы она публикует несколько книг на такие популярные темы, как гороскопы китайский и арабский, народные приметы о погоде, любовная магия, а также — сборник старых поговорок и две книжки для детей. Для солидного еженедельника она делает регулярные астрологические прогнозы, пользующиеся успехом у читателей.
В 1974 году она снова обращается к профессии режиссёра и делает для телевидения серию передач о толерантности, а в 1976 году снимает свой второй полнометражный художественный фильм «Бен и Бенедикт» (Ben et Bénédict) о фантазиях молодой женщины в исполнении Франсуазы Лебрэн (фр. Françoise Lebrun), которая очаровывает персонаж начинающего Андре Дюссолье. В продолжение она снимает снимает короткометражные фильмы для канала FR3 и два телевизионных фильма, Un homme comblé с Робеном Ренуччи и Augusta.
Её последний роман La Ligne de vie (Линия жизни) выходит в 1990 году.
Пола Дельсоль умирает в Севре 12 июня 2015 года на 92-м году жизни. 18 июня, после прощания в церкви Сен-Ромен-де-Севр (фр. Église Saint-Romain de Sèvres), она была кремирована в крематории парижского кладбища Пер-Лашез..
Профессор Университета Северной Каролины в Уилмингтоне (США) и автор многочисленных трудов, посвящённых киноискусству Франции Тим Палмер (англ. Tim Palmer) провёл много времени во французских библиотеках, собирая информацию об этой женщине, которую он описывает как «неуслышанный голос, ослепительная, боевая и энергичная личность».

## Награда
| Год  | Премия                      | Фильм   | Награда                                   | Результат |
| ---- | --------------------------- | ------- | ----------------------------------------- | --------- |
| 1964 | Каннский кинофестиваль 1964 | «Дрейф» | Гран-при Французской федерации киноклубов | Победа    |

## Творчество

### Фильмография
| Работы в кино и на телевидении | Работы в кино и на телевидении | Работы в кино и на телевидении | Работы в кино и на телевидении      | Работы в кино и на телевидении                      | Работы в кино и на телевидении                    |
| Год                            | Формат                         | Русское название               | Оригинальное название               | Исполнители главных ролей                           | Примечание                                        |
| ------------------------------ | ------------------------------ | ------------------------------ | ----------------------------------- | --------------------------------------------------- | ------------------------------------------------- |
| 1953                           | к/м                            | «Белая грива: Дикая лошадь»    | Crin Blanca                         | Ален Эмери, Лорен Рош                               |                                                   |
| 1956                           | к/м                            | «Я пошлю тебе открытки»        | Je t'enverrai des cartes postales   |                                                     | режиссёр ( совместно с Жаном Малижем) и сценарист |
| 1956                           | к/м                            |                                | Pedigrée oblige                     |                                                     | режиссёр ( совместно с Жаном Малижем) и сценарист |
| 1957                           | к/м                            | «Бедный рыбак Этана»           | Le Pauvre Pêcheur d'Etang           |                                                     | режиссёр ( совместно с Жаном Малижем) и сценарист |
| 1957                           | к/м                            | «Нос Клеопатры»                | Le Nez de Cléopâtre                 |                                                     | режиссёр ( совместно с Жаном Малижем) и сценарист |
| 1957                           | к/м                            |                                | Le Pâtre Nicolas                    |                                                     | режиссёр ( совместно с Жаном Малижем) и сценарист |
| 1957                           | к/м                            | «Гламадор»                     | Glamador                            | Ален Эмери, René Génin                              | помощник режиссёра                                |
| 1957                           | к/м                            | «Сорванцы»                     | Les Mistons                         | Бернадетт Лафон, Жерар Блен                         | помощник режиссёра                                |
| 1958                           | к/м                            | «Обручение Марии»              | Les Fiançailles de Marie            |                                                     | режиссёр                                          |
| 1958                           | к/м                            |                                | Dany, entrez dans la danse          | Dany Zouine, Jean-Louis Malige, Roland Césarin      | режиссёр                                          |
| 1959                           | х/ф                            | «Летняя жара»                  | Chaleurs d'été                      | Michel Bardinet, Yane Barry, Patricia Karim         | автор сценария                                    |
| 1961                           | док. к/м                       |                                | L'Hérault, département méconnu      |                                                     | режиссёр и продюсер                               |
| 1964                           | х/ф                            | «Дрейф»                        | La Dérive или Une fille à la dérive | Жаклин Вандаль Полетт Дюбо, Пьер Бару,              | режиссёр и сценарист                              |
| 1974                           | к/м                            | «Не пойман - не вор»           | Pas vu, pas pris                    | Рита Ренуар, Guy Hocquenghem, François Châtelet     | режиссёр и сценарист                              |
| 1974                           | к/м                            |                                | Bientôt une de trop                 |                                                     | режиссёр                                          |
| 1977                           | х/ф                            | «Бен и Бенедикт»               | Ben et Bénédict                     | Françoise Lebrun, Андре Дюссолье, Daniel Duval      | режиссёр и сценарист                              |
| 1981                           | к/м                            | «Китайцы изобрели порох»       | Les Chinois ont inventé la poudre   |                                                     | режиссёр                                          |
| 1985                           | т/ф                            |                                | Un homme comblé                     | Éva Darlan, Валери Мересс, Робен Ренуччи, Жан Рено  | режиссёр и сценарист                              |
| 1985                           | т/ф                            | «Августа»                      | Augusta                             |                                                     | режиссёр                                          |
| 1991                           | х/ф                            | «Остенде»                      | Oostende                            | Isabella Ferrari, Jean-Claude Adelin, Marc Andréoni | технический консультант                           |
| 1994                           | д/ф                            | «Прощай и спасибо, Тонкин»     | Adieu et merci Tonkin (TF1)         |                                                     | режиссёр (совместно с Бернаром Малижем)           |

### Сочинения
- Paula Delsol. Adieu et merci. — Paris: R. Julliard, 1955. — 255 с.
- Paula Delsol. Pourquoi j'aime Nine. — Paris: R. Julliard, 1959. — 183 с.
- Paula Delsol. Horoscopes chinois. — Paris: Mercure de France, 1969. — 158 с. — ISBN 2715216432.
- Paula Delsol. La Météorologie populaire. — Paris: Mercure de France, 1970. — 159 с.
- Paula Delsol. Nouveau grimoire de l'amour, du mariage, des aphrodisiaques, et des sortilèges,. — Paris: Mercure de France, 1971. — 208 с. — ISBN 9782715230330.
- Paula Delsol. Horoscopes arabes. — Paris: Mercure de France, 1971. — 199 с. — ISBN 2715200773.
- Paula Delsol. Le Petit poisson qui grandissait. — Paris: Éditions G.P., 1973. — 21 с. — (Rouge et or).
- Paula Delsol. La Petite fille trop bavarde ou Pourquoi il y a des canards et des canards muets. — Paris: Éditions G.P., 1974. — 19 с. — (Rouge et or).
- Paula Delsol. Horoscopes insolites. — Paris: France loisirs, 1981. — 167 с. — ISBN 2-7242-1123-5.
- Paula Delsol. Recettes pour changer le temps.
- Paula Delsol. Horoscopes insolites. — Paris: Librairie générale française, 1986. — 344 с. — ISBN 2-253-03942-X.
- Paula Delsol. De la pluie et du beau temps. — Paris: Mercure de France, 1988. — 165 с. — ISBN 2-7152-1551-7.
- Paula Delsol. La Ligne de vie. — Paris: год=1990.
- Paula Delsol. Le livre des eaux minérales. — Paris: Éd. du Dauphin, 2000. — 232 с. — ISBN 2-7163-1170-6.
- Paula Delsol. Guide pratique des zoonoses alimentaires. — Paris: Éd. du Dauphin, 2004. — 205 с. — ISBN 2-7163-1272-9.